# الكأس المقدسة

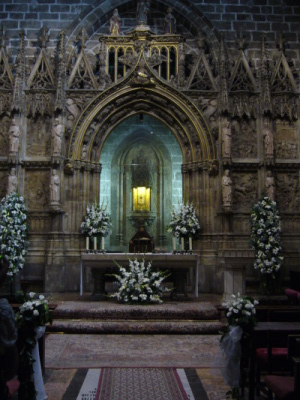
أحد الكؤوس المقدسة المفترضة في بلنسية، إسبانيا

في الميثولوجيا المسيحية، كانت الكأس المقدسة طبقًا أو لوحًا أو كوبًا استخدمها يسوع في العشاء الأخير، يقال أن الكأس ذات قدرة إعجازيّة. العلاقة بين أسطورة الكأس المقدسة ويوسف الرامي جاءت عن طريق رواية روبرت دي بورون Joseph d'Arimathie (يوسف الرامي؛ في أواخر القرن الثاني عشر) التي حصل فيها يوسف على الكأس عند ظهورٍ ليسوع، وأرسله إلى أتباعه في بريطانيا العظمى. وعلى هذا الأسلوب، تكمل الرواية أن يوسف جمع دم المسيح به، وأبقاه تحت خط حراسة في بريطانيا. الأسطورة تجمع بين الميثولوجيا المسيحية والميثولوجيا الكلتية؛ بالإضافة إلى وجود قوى خاصة فيها.
تنقسم القصص في العادة إلى قسمين، قسم يتحدث عن رحلة البحث عن الكأس، وقسم يتحدث عن تاريخها القديم؛ ويظهر أن القسم الأخير معتمدة على الأول، فقد نرى قصة تتحدث عن الرحلة بينما لا تتحدث عن تاريخها، بينما التاريخ يتحدث عن البطل الذي قدر له أن ينهي البحث.

## المغامرات الآرثرية
كان البحث عن الكأس المقدسة أهم مغامرات فرسان الملك آرثر وكان هناك مقعد مخصص لمن يعثر على الكأس يدعى سيج بيريلوس Siege Perilous أو المقعد الخطير وهذا كان من إمارات نهاية مملكة آرثر حيث ما إن يُشْغَل هذا المقعد حتى تكتمل الدائرة، وكثرت القصص عنها حتى أن بعضها قد يتناقض مع الآخر، من القصص أن الفارس غاواين  فشل بشكل مخزي بينما فشل لانسلوت بسبب علاقته المحرمة مع غوينيفير زوجة آرثر. ويظهر أن القصص الأولى قد جعلت غاوين بطل الكأس قبل برسيفال.

### غاوين
أدخل غاوين في التتمة التي وضع ووشيه دي دينان لقصة كريتيان دي تروا. وتظهر الكأس هنا بأنها توفر الطعام، وطبيعتها لم تكن محددة، كما قال أنها تخدم الملوك وبلاطهم دون خدم، وفي نسخة أخرى تحملها فتاة تبكي، وأنها تدعى الكأس المقدسة، ولكن لم يقدم أي شيء عن تاريخها أو أصلها. في النسخة الثالثة، وتدعى ديو كروني، لم يوضح أصلها لكن يظهر أنها كانت وعاء قدمها المضيف إلى الملك، وفيها يظهر غاوين بأنه فارس الكأس. وفي قصيدة لانسوت، فإن غاوين أنزل عن منصبه كأعظم فرسان البلاط، بهذا فإن زيارته للقصر انتهت بخيبة كبيرة. وفي الحكايات كانت تحاط بهالة من الرهبة والتبجيل

### برسيفال
أغلب القصص تقول أن برسيفال هو بطل الكأس وأنه تربى في الغابات مع أمه ومات أبوه بعد ولادته بفترة قصيرة، وعندما كبر ذهب على بلاط الملك آرثر وتعلم ميثاق الفروسية والسلوك الحسن، وبعد عدة مغامرات يعثر على قلعة الكأس ويساعد حارس الكأس الذي كان عمه أو جده ويصبح حارسا في مكانه. وأهم هذا الكتب هي حكاية الكأس Conte del Grael بقلم كريتيان دي تروا، ووصفت بأنها مصنوعة من الذهب الخالص ومرصعة بالأحجار الثمينة؛ وكانت تحمل في موكب مهيب، وكان نورها يغطي على نور الشموع. في قصة بارزيفال بقلم فولفرام فون اشنباخ، فإن الكأس ممثلة في حجر ثمين أنزلته الملائكة إلى الأرض، وعهدت بحمايتها إلى ملك الكأس ونسله.
تظهر الكأس وهي محروسة من مجموعة من الفرسان المختارين، ومن خواصها أنها تحفظ الحياة والشباب، فلا يموت من يحملها خلال ثمانية أيام، والعذراوات اللاتي يحملنها يحتفظن بشبابهن الدائم، وهي تختار من يخدمها وتختار زوجة الملك الذي يحرسها. وصلتها الوحيدة بالحكايات المسيحية أن قوتها تتجدد في جمعة الآلام من كل عام بيمامة تأتي من السماء. والمتناقضات في الوصف بين الحكايات يظهر جليا. أما في حكاية تدعى ديدو برسيفال فإن تاريخ الكأس يظهر جليا.
تشكل حكاية برسيفال القسم الثالث والختامي من مجموعة من القصص القصيرة، وقد سبقتها حكاية يوسف الرامي ومرلين. في الأولى نجد التاريخ الدقيق للكأس المقدسة، حيث كانت صحنا من العشاء الأخير، عهد السيد المسيح بحمايته إلى عناية يوسف، وزاره المسيح بمعجزة في السجن الذي وضعه فيه اليهود. وأعطاها يوسف بعد ذلك إلى صهره برونس، والذي قدر لحفيده برسيفال أن يكون الفائز الأخير وحامي الكأس. وتشكل حكاية مرلين وصلة ربط بين هذه القصة الدينية والشهامة في بلاط آرثر؛ وأخيرا، في حكاية بيرسيفال، فإن البطل بن ألين وحفيد برونس، قد حذره مرلين من المهمة التي تنتظره والتي سينجزها بعد عدة مغامرات. وفي تكملة غيربرت روى أن الكأس أحضرت إلى بريطانيا عن طريق يوسف الرامي وقد صحبته أم بيرسيفال.

### غالاهاد
في سلسلة القصائد اللاتينية Vulgate cycle والتي تبعها توماس مالوري في كتاب موت الملك آرثر كان البطل غالاهاد وهو شخصية خيالية وكان الابن غير الشرعي للانسلوت وحفيد بيلياس سيد قلعة الكأس في كوربنبك حيث كان من أفضل الفرسان ومثالا للطهارة والإخلاص، وكان مثل برسيفال حفيد حارس الكأس تربى في دير للراهبات وذهب لكي يعثر على الكأس ورافقه برسيفال وبورس قريب لانسلوت على كوربنيك، وعندما يرون الكأس بكل عظمتها ويقررون حملها إلى القدس حيث حمل غالاهاد إلى السماء مع الكأس ومات برسيفال ووحده بورس عاد إلى كاميلوت.
كانت قصة رحلة الكأس المقدسة من الأعمال القليلة والتي تصف غالاهاد بأنه البطل الوحيد، وقد ظهرت كتتمة لقصص لانسلوت، وذلك أن الأخير فشل بسبب علاقته المحرمة مع غوينيفير، ولكن مركزه بين فرسان البلاط لم يسمح لفرسان آخرين أن يتجاوزوه. لذلك قدر لغالاهاد أن ينجز المهمة، وأن يختفي كتضحية لاسم أبيه، الذي لم يكن له يتجاوزه. وهنا تظهر الكأس المقدسة، والتي كانت كأس العشاء الأخير، كما ظهرت في قصص غاوين، تتصرف من تلقاء نفسها وتوفر الطعام.

## الكتابات عن الكأس المقدسة
- حكاية الكأس Le Conte De Graal بين أعوام 1170 – 90 وهو أول عمل بقي للآن عن الكأس المقدسة، ولم يكتمل بسبب موت كاتبه كريتيان دي تروا وظهرت أربع تتمات لاحقا.
- جوزف دارماثي (حوالي 1200) من تأليف روبير دو بورون وهو أول عمل بقي عن تاريخ الكأس.
- بارزيفال لفولفرام فون إشنباخ (حوالي 1210) وكتب بالألمانية وهنا برسيفال هو بطل الكأس.
- ديدو برسيفال (حوالي 1210) لكاتب غير معروف، وفيها برسيفال أيضا بطل الكأس.
- الكتاب الكبير عن الكأس (حوالي 1210) لكاتب غير معروف.
- سلسلة القصائد اللاتينية (حوالي 1215) ويحتوي على تاريخ الكاس المقدسة والبحث عنها ويظهر فيها غالاهاد
- طفل الكأس المقدّس، ضمن سلسلة ثلاثية غوينيفير للكاتبة الإنجليزيّة روزاليند مايلز

## وصلات خارجية
- الكأس المقدسة من الموسوعة الكاثوليكية.
- الكأس المقدس في متحف سانت صوفيا.
- تحوي هذه المقالة معلومات مترجمة من الطبعة الحادية عشرة لدائرة المعارف البريطانية لسنة 1911 وهي الآن ضمن الملكية العامة.